# Davidson Charles
Davidson Charles (Cabaret, 28 marzo 1983) è un ex calciatore haitiano, di ruolo attaccante.